# 정보이론적 죽음
정보이론적 죽음(information-theoretic death)은 원래 인격의 복구가 이론적으로 불가능할 정도로 뇌에 담긴 정보가 뒤섞이는 것을 말한다. 
정보이론적 죽음은 기술의 도래 시기와 가능성과 관계 없이 그 어떤 의학적 진보로도 되돌릴 수 없고, 영구적인 죽음을 정의하기 위한 시도이다. 정보를 저장하는 뇌 조직의 상세한 해석이나 복구는 현재 과학 기술 수준을 초월하기 때문에 일반적으로 의학에서의 실질적인 중요도는 낮다.

## 같이 보기
- 유실 매체